# Anton Schaller (Maler, 1773)
Anton Ferdinand Schaller (* 6. März 1773 in Wien; † 26. September 1844 ebenda) war ein österreichischer Maler.

## Leben
Anton Schaller war der Sohn eines aus Waldmünchen in Bayern stammenden Weißdrehers an der k. k. Porcellan-Manufactur in Wien. Sein jüngerer Bruder war der Bildhauer Johann Schaller (1777–1842).
Für Schaller war der Beruf des Hafners vorgesehen. Er wandte sich jedoch mehr der Kunst zu und  besuchte hierfür ab 1789 einen unter der Aufsicht der Akademie der Künste stehenden Kurs für Handgewerke in der Verzierungssculptur, der von Johann Baptist Hagenauer geleitet wurde.
Er kam dann als Lehrling ebenfalls an die Manufaktur, wo seine zeichnerischen Fähigkeiten vom Direktor Matthäus von Niedermayer gefördert wurden. Nach dem Gewinn eines Preises für ein Ölbild mit einer Scene aus Goethes Iphigenie erhielt er von Niedermayer den Auftrag, mehrere historischer Gemälde auf Porzellanplatten nach antiken Vorbildern und der Natur auszuführen. 1796 wurde er Blaumaler und von 1801 bis 1807 Erster Figurenmaler an der Wiener Porzellanmanufaktur. Wegen eines Nervenleidens konnte er dann die Jahre bis 1818 nicht mehr arbeiten. Ab 1819 wurde er Korrektor an der Maler- und Bildhauerschule der Akademie.
Neben seiner beruflichen Arbeit übte er sich intensiv im Zeichnen von antiken Szenen, Naturschilderungen und der Anatomie. Dieser Eifer und seine erworbenen Kenntnisse brachten ihm ab 1831 die Professur der Anatomie und Elementarzeichnung an der Akademie. Er widmete sich fortan der Lehrtätigkeit und der Ölmalerei. Die Motive seiner Bilder hatten religiöse, antike oder historische Themen, wobei er sich bei historischen Werken an Heinrich Friedrich Füger orientierte.
Schaller war wirkliches Mitglied der Akademie der Künste. Einige von ihm verfasste Abhandlungen über Kunst wurden in mehreren Ausgaben verlegt.
Auch die Söhne Schallers waren in der Familientradition künstlerisch tätig: Eduard Schaller (1802–1848) wurde Historien- und Kirchenmaler, Ludwig Schaller (1804–1865) wurde Bildhauer.